# 歌川国鶴 (2代目)
二代目 歌川 国鶴（うたがわ くにつる、嘉永5年（1852年） - 大正8年（1919年）2月4日）とは、明治時代から大正時代にかけての浮世絵師、画家。

## 来歴
歌川国鶴の長男。本姓は和田、名は官之助。一雄斎と号す。浅草花川戸に生まれ、父国鶴に絵を学ぶ。明治5年（1872年）には幻灯を、義兄にあたるイギリス人貿易商のニコラス・フィリップ・キングドン（1829年 - 1903年）から譲られ、幻灯絵を描いて巡回興行を行った。また初めて写真の背景画を描いた。明治5年（1872年）から明治8年頃にかけて、「横浜繁栄本町通時計台神奈川県全図」などの横浜絵を版行している。明治10年（1877年）以後、横浜の父の絵草紙屋を継いだ。明治13年（1880年）に上京し、東京の中橋広小路で絵草紙屋をはじめた。次いで芝愛宕山下日蔭町に店を移し、自作の石版画などを商う。玄々堂のためにも働いている。石版画の技術は梅村翠山の彫刻会社でオットマン・スモリックに付いて学び、明治22年（1889年）、「北廓美人」などといった砂目石版の作品を残した。当時における進取的な絵師の一人であった。大阪にて没す、享年68。息子に六代目歌川豊国がいる。

## 作品
- 「横浜商館並ニ弁天橋図　横浜ステーション蒸気入車之図並海岸洋船燈明台を眺望す」　大判錦絵3枚続　神奈川県立歴史博物館所蔵　※丸屋鉄次郎版、1870年代
- 「横濱繁栄本町通時計台神奈川県全図」　大判錦絵3枚続　早稲田大学図書館所蔵　※丸屋鉄次郎版、1870年代
- 「横浜ステーション花園乃図」　大判錦絵3枚続　神奈川県立歴史博物館所蔵　※山城屋清八版、1875年
- 「幼稚園用切絵第一号」　大判錦絵　足立区立郷土博物館所蔵　※1891年。以下同じ
- 「幼稚園用切絵第二号」
- 「幼稚園用切絵第三号」
- 「幼稚園用切絵第四号」
- 「幼稚園用切絵第八号」
- 「幼稚園用切絵第十号」